# Banifing
Ne doit pas être confondu avec le Banifing, affluent du Baoulé (Bani).
Le Banifing  est une rivière d'Afrique de l'Ouest, et un affluent du Bani, donc un sous-affluent du fleuve Niger. 

## Tracé
Le Banifing prend sa source au Burkina Faso, puis coule au Mali, constituant leur frontière sur quelques dizaines de kilomètres, avant d'y pénétrer en totalité. Une partie de son cours servira de nouveau de frontière entre les régions maliennes de Sikasso et de Koulikoro. Il est tributaire du Bani.